# Kalamianos

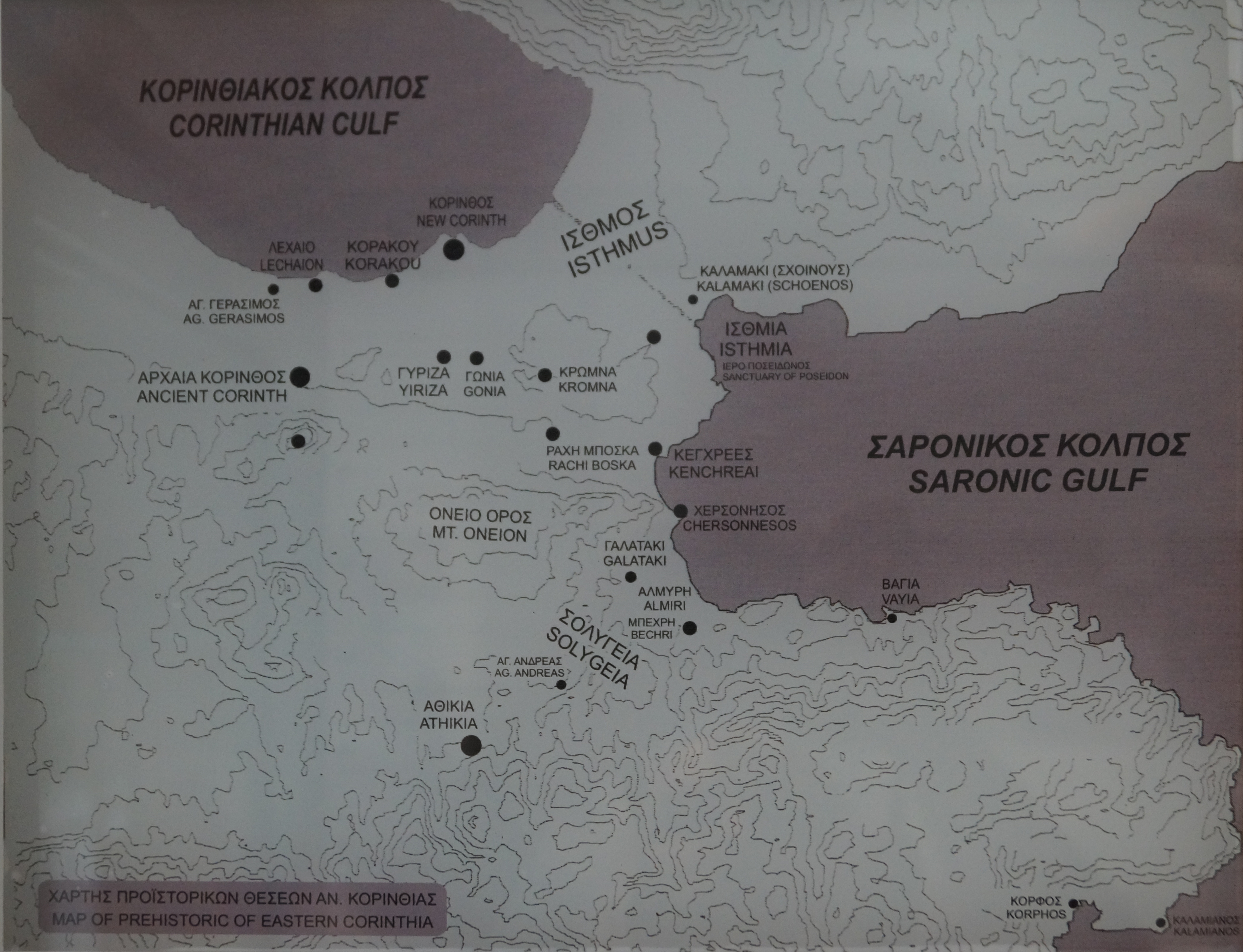
Lage von Kalamianos

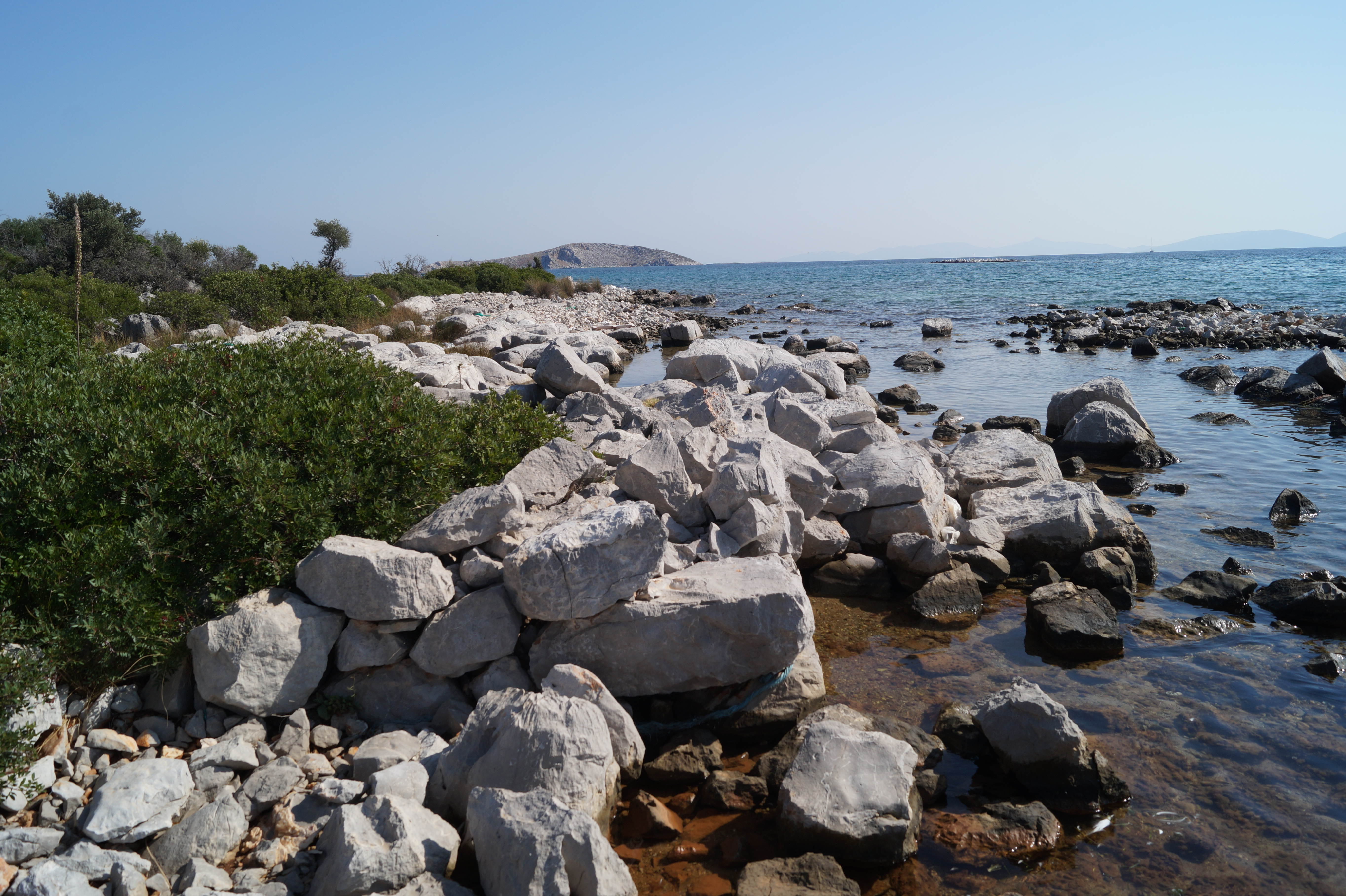
Bronzezeitliche Mauern am Strand von Kalamianos

Kalamianos (griechisch Καλαμιανός) ist der Name einer Ausgrabungsstätte im Osten der griechischen Halbinsel Peloponnes, wo bei Grabungen 2007–2009 eine bedeutende mykenische Siedlung entdeckt wurde. Die Hafensiedlung befand sich auf einer kleinen Halbinsel bei Kap Trelli am Saronischen Golf, etwa zwei Kilometer östlich des Dorfes Korfos in der modernen Gemeinde Korinth.

## Erforschung
Die Siedlung wurde 2001 während des Eastern Korinthia Archaeological Survey (EKAS) beim modernen Ort Kalamianos entdeckt. 2006 wurde das Saronic Harbors Archaeological Research Project (SHARP) gegründet. Innerhalb dieses Projekts wurde von 2007 bis 2009 die Stätte sowie das Umfeld, insgesamt ein Bereich 7 km² untersucht. Hierbei fand man auf der etwa 1,5 km nordöstlich gelegenen Erhebung Stiri eine weitere Siedlung.

## Geschichte
Die Küste vor Kalamianos hat seit Mitte des Holozäns fünf Absenkungen erfahren. So war die kleine Insel, die heute etwa 200 m von der Küste entfernt ist, zur ersten Besiedelung über eine Landbrücke mit dem Festland verbunden. Die erste Siedlung hatte zwei Hafenbecken westlich und nördlich dieser Landbrücke. Zur mykenischen Zeit hatte die Insel noch eine Größe von etwa 500 m² und ist heute nur etwa halb so groß.
Eine erste Siedlung wurde Anfang des 3. Jahrtausend v. Chr. am Ende des Finalneolithikums oder Anfang des Frühhelladikums (FH I) gegründet. Sie wuchs über die Jahrhunderte an und erreichte zu FH II ihre Blüte. Zeitgleich entstand auch die Siedlung auf dem Stiri. Ende FH II, um 2200 v. Chr., wurden beide Siedlungen verlassen. In der folgenden Zeit war die Gegend vermutlich nur sehr schwach besiedelt, da man kaum Funde aus FH III und dem Mittelhelladikum entdeckte. Im Späthelladikum zu SH III B1, etwas vor oder um 1300 v. Chr., wurde Kalamianos von Siedlern aus der Argolis, vermutlich aus Mykene, neu gegründet. Auch auf dem Stiri entstand ein neuer Ort. Nach etwa 100 bis 125 Jahren wurden etwa um 1200 v. Chr., um die Zeit der Zerstörung der mykenischen Paläste, die Siedlungen endgültig aufgegeben.

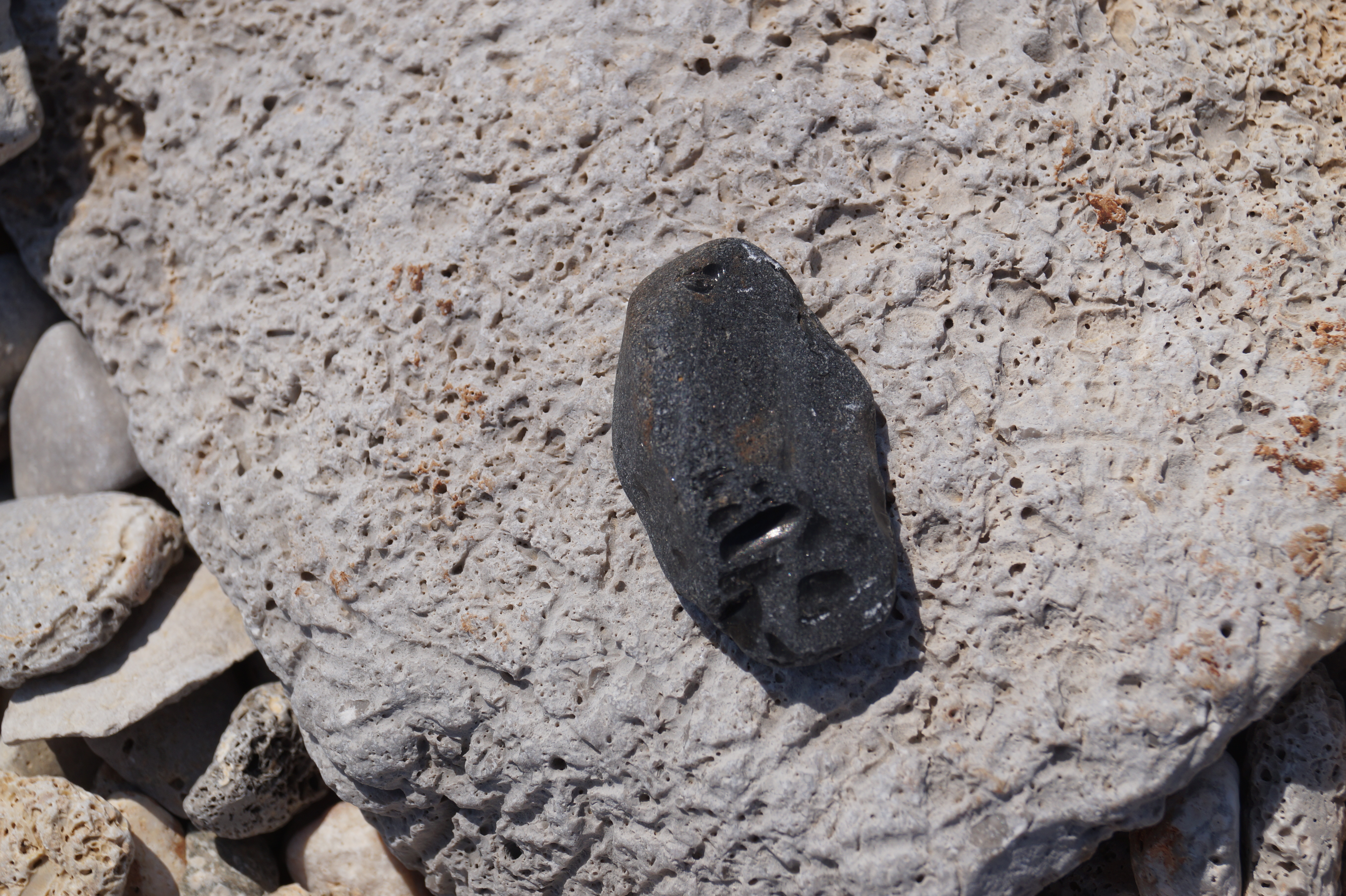
Bei der Obsidianwerkstatt aufgefundener unbearbeiteter Obsidian

## Beschreibung
Von der ersten Siedlungsphase blieben kaum Gebäudereste erhalten. Das einzige schlecht erhaltene Gebäude aus dieser Zeit liegt heute im Brandungsbereich westlich der ehemaligen Landbrücke. Anhand der zahlreichen Obsidianfunde in allen Verarbeitungszuständen wird dieses Gebäude als Obsidianwerkstatt bezeichnet. Die Größe der damaligen Siedlung ist unbekannt, da sie heute größtenteils im Meer versunken ist. Die zahlreich aufgefundene frühhelladische Keramik, die alle Gefäßklassen umfasst, zeigt jedoch, dass es eine Siedlung gab. Die meisten Gefäße wurden aus lokalem rotem Ton gefertigt, dem schwarzes Andesitpulver zugesetzt wurde. Der Andesit wurde von der 23 km entfernten Insel Ägina importiert während der Obsidian von Milos stammte.
Die zeitgleiche Siedlung auf dem Stiri war größer als der Hafenort. Hier fanden sich Grundmauern aus der frühhelladischen Zeit zusammen mit Obsidianklingen und Keramikscherben. Auf dem Pharonisi westlich von Kalamianos und nördlich und westlich von Stiri fand man insgesamt 25 Steinhügel und 20 Steinumwallungen aus der Frühelladischen Zeit. Die zwei größten Steinhügel stehen jeweils in Verbindung mit einer Steinumwallung. Man vermutet deshalb, dass diese beiden Steinhügel ursprünglich Türme einer Befestigungsanlage waren. Die kleineren Steinhügel waren ursprünglich kleine Kuppeln, die einen Innenraum überwölbten. Vermutlich handelt es sich hierbei um Gräber. Da sie alle an exponierter Stelle stehen vermutet man, dass sie auch dem Ahnenkult dienten. Auch die Steinumwallungen stehen an exponierter Stelle. Sie sind rund oder oval, haben eine Größe von 12 × 15 m bis 25 × 30 m und umschließen eine Fläche zwischen 125 und 700 m². Ihre Funktion ist unbekannt. Möglicherweise handelt es sich um Befestigungsanlagen, Lagerorte für Ernten oder Gehege für Nutztiere.
Im 13. Jahrhundert v. Chr. war Kalamianos ein wichtiges Zentrum der mykenischen Kultur und möglicherweise Mykenes wichtigster Hafen am Saronischen Golf. Er ermöglichte Verbindungen nach Salamis, Kolonna auf Ägina, Athen, Methana und der mykenischen Siedlung von Megali Magoula gegenüber der Insel Poros. Über das Arachneogebirge führte eine Straße über Angelokastro, Limnes und Berbati ins etwa 45 km entfernte Mykene. Erschließen lassen sich Stadtmauern und die Grundrisse von mehr als 60 Häusern, nach Ansicht der Ausgräber in einem Zug und nach einem umfassenden Plan angelegt. Es hatte eine Größe von 1,4 ha. Die Wände der Gebäude wurden aus großen Steinen errichtet und die Zwischenräume mit kleinen Bruchsteinen aufgefüllt. Die Größe der Siedlung auf dem Stiri war zwar weniger als ein Fünftel der Hafensiedlung dafür sind die Mauern jedoch monumentaler. Auf dem Sattel zwischen den beiden Siedlungen fand man einen befestigten Bereich. Möglicherweise handelt es sich hierbei um einen Gutshof einer hochgestellten Familie. In der Umgebung gibt es zahlreiche Terrassenmauern, die vermutlich dazu dienten die Steillagen landwirtschaftlich zu nutzen. Wahrscheinlich baute man Weizen und Oliven an und züchtete Schafe und Ziegen.
Mittels Gradiometrie konnten im Meer Ansammlungen von vulkanischen Ballaststeinen, die für die Stabilisierung der Schiffe verwendet wurden, geortet werden. So konnten gezeigt werden, dass das westliche Hafenbecken bevorzugt verwendet wurde.